# Julius Zerfaß

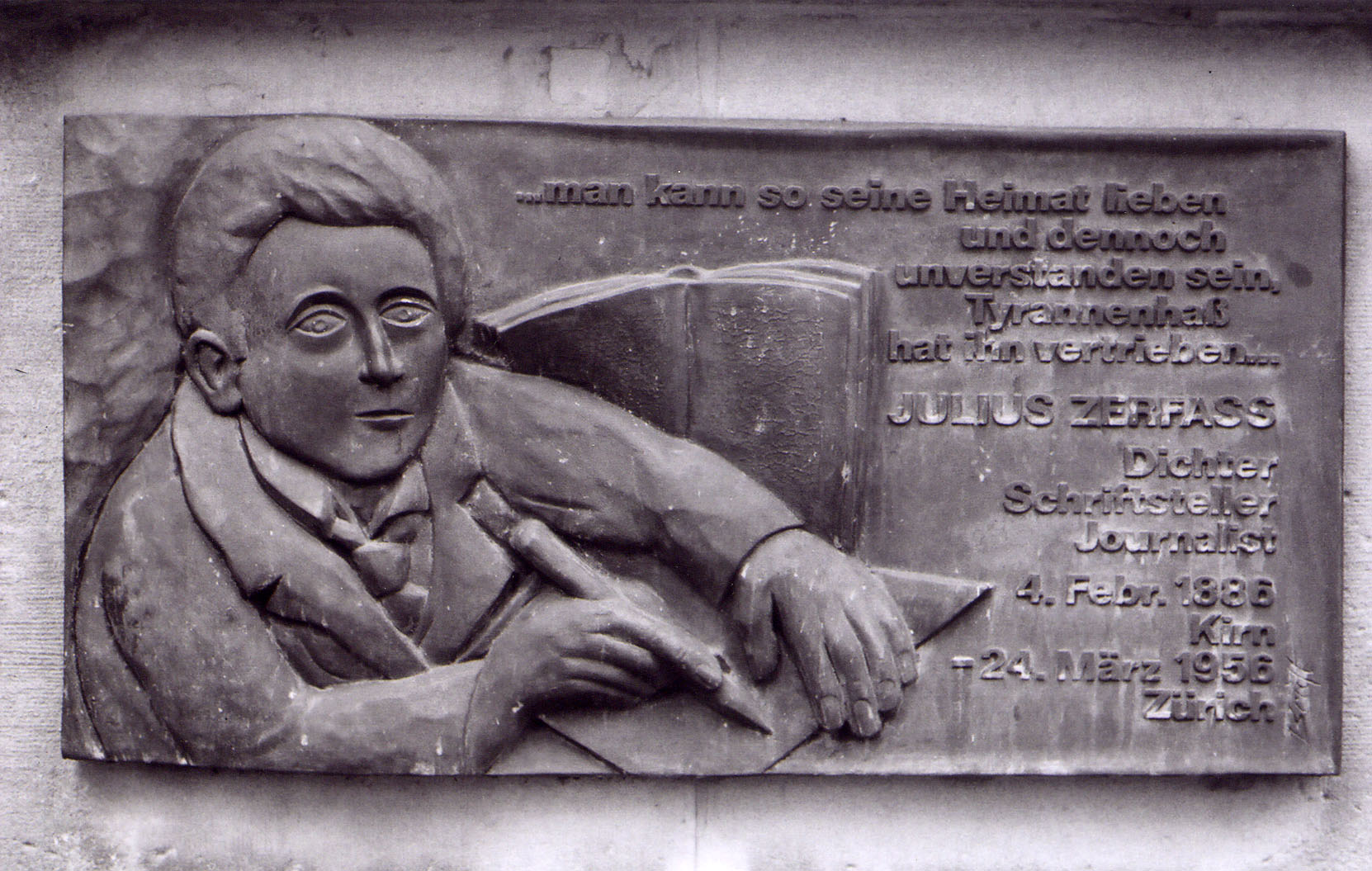
Gedenktafel für Julius Zerfaß „Am Burgweg“ in Kirn-Kallenfels

Julius Zerfaß (* 4. Februar 1886 in Kirn; † 24. März 1956 in Zürich) war ein deutscher Journalist und Schriftsteller. Er schrieb auch unter dem Pseudonym Walter Hornung.

## Leben
Zerfaß, Sohn eines Kleinbauern und Fabrikarbeiters, arbeitete als Gärtner und ging später auf Wanderschaft. Zerfaß fand schon früh Anschluss an die Gewerkschaften und die Arbeiterbewegung. Ab 1913 war er als freier Redakteur und als Redakteur der sozialdemokratischen Presse in München tätig, unter anderem als Feuilletonredakteur der Münchener Post.
Der als Arbeiterdichter geltende Zerfaß machte zunächst durch Gedichte und Geschichten auf sich aufmerksam und entfaltete daneben eine rege journalistische Tätigkeit. Aufgrund seines politischen Engagements in der Arbeiterbewegung geriet er 1933 mit den Nationalsozialisten in Konflikt und wurde ins Konzentrationslager Dachau verbracht. Nach sechs Monaten Haft wurde er freigelassen, und es gelang ihm 1934 die Flucht, woraufhin er in der Schweiz politisches Asyl fand. Mit Dachau – Eine Chronik (1936) veröffentlichte Julius Zerfaß (unter dem Pseudonym Walter Hornung) einen der ersten Berichte aus dem Inneren des Konzentrationslagers. Das Buch wurde mehrfach übersetzt. Zerfaß’ weitere Schriften aus der Zeit von 1933 bis 1945 sind in dem Band Aus großer Zeit versammelt.
Nach Deutschland kehrte Zerfaß nach Kriegsende nur vorübergehend zurück; aus Missfallen gegenüber der von ihm und anderen als „restaurativ“ empfundenen bundesdeutschen Staatsordnung blieb er in der Schweiz, wo er Mitglied der SP wurde. Dort starb er 1956 an den Folgen einer Magenoperation. Zerfaß war zudem Mitglied des deutschen P.E.N. Clubs in London.
Posthum erschienen Zerfaß’ Kindheitserinnerungen unter dem Titel Daheim und über den Fluß. Eine Kindheit in Kirn. Sein Erbe wird von der Stadt Kirn weiterhin gepflegt, unter anderem erschien eine fünfbändige Werkausgabe (1985–1990).
Eine Gedenktafel befindet sich in Kirn an der „Großen Brücke“, Ecke Lohweg/Obersteiner Straße.

## Schriften
Gedichte
- Ringen und Schwingen. Gedichte eines Proletariers. Verlag Neues Leben, Berlin 1910.
- Glühende Welt. Arbeiterjugend-Verlag, Berlin 1928.
- Du Mensch in dieser Zeit .... Oprecht, Zürich 1946.

weiteres
- Die Reise mit dem Lumpensack. Märchen. Berlin, Dietz 1925.
- Dachau. Eine Chronik, Zürich 1936. (unter dem Pseudonym Walter Hornung)
- Vom Untertan zum freien Bürger. Verlag für Wirtschaft und Sozialpolitik, Hamburg 1946.